# مزد ترس (فیلم)
مزد ترس (به فرانسوی: Le salaire de la peur) فیلمی فرانسوی-ایتالیایی در ژانر مهیج به کارگردانی آنری-ژرژ کلوزو با بازی ایو مونتان محصول سال ۱۹۵۳ است. این فیلم بر اساس کتابی به همین نام نوشتهٔ ژرژ آرنو نویسندهٔ فرانسوی ساخته شده‌است.